# The Real Housewives of Beverly Hills
The Real Housewives of Beverly Hills (abreviado como RHOBH) é um reality show estadunidense que estreou em 14 de outubro de 2010, pelo canal a cabo Bravo. Desenvolvido como o sexto progama da franquia The Real Housewives, com dez temporadas o reality centra-se na vida pessoal e profissional de várias mulheres residentes em Beverly Hills, Califórnia.
O elenco atual é composto por Kyle Richards, Lisa Rinna, Erika Girardi, Dorit Kemsley, Garcelle Beauvais, Sutton Stracke, Crystal Kung Minkoff e Sanela Diana Jenkins. O sucesso do programa originou em um spin-off estrelado por Lisa Vanderpump, o Vanderpump Rules.

## Antecedentes e divulgação
The Real Housewives of Beverly Hills foi anunciado em março de 2010 como o sexto programa da franquia The Real Housewives. O elenco foi anunciado em 31 de agosto de 2010, com as ex-atrizes mirins (e tias de Paris Hilton): Kim Richards e Kyle Richards, a herdeira e empresária Adrienne Maloof, Lisa Vanderpump, Camille Grammer, ex-esposa do ator Kelsey Grammer, e Taylor Armstrong. A primeira temporada estreou em 14 de outubro de 2010, com 1,5 milhões de telespectadores e a audiência da série continuou a crescer, atingindo 3,7 milhões de telespectadores no episódio de 13 de janeiro de 2011.
A renovação da segunda temporada da série foi anunciada em março de 2011, que estreou em 5 de setembro de 2011. Todo o elenco da primeira temporada regressou, com Brandi Glanville e Dana Wilkey apresentadas como "Amigas das Donas de Casa". Camille Grammer deixou o elenco principal no final da segunda temporada do espetáculo, a temporada foi reeditada após a morte do marido de Taylor Armstrong, Russell, que cometeu suicídio em 15 de agosto de 2011.

## Elenco
| Elenco                    | Temporadas | Temporadas | Temporadas | Temporadas   | Temporadas   | Temporadas   | Temporadas   | Temporadas   | Temporadas   | Temporadas   | Temporadas   | Temporadas   | Temporadas   | Temporadas   |
| Elenco                    | 1          | 2          | 3          | 4            | 5            | 6            | 7            | 8            | 9            | 10           | 11           | 12           | 13           | 14           |
| ------------------------- | ---------- | ---------- | ---------- | ------------ | ------------ | ------------ | ------------ | ------------ | ------------ | ------------ | ------------ | ------------ | ------------ | ------------ |
| Taylor Armstrong          | Principal  | Principal  | Principal  | Participação | Participação | Participação |              |              |              |              |              |              |              |              |
| Camille Grammer           | Principal  | Principal  | Amiga      |              | Participação | Participação | Participação | Amiga        | Amiga        | Participação |              |              | Participação | Participação |
| Adrienne Maloof           | Principal  | Principal  | Principal  |              | Participação | Participação |              | Participação |              | Participação |              |              |              |              |
| Kim Richards              | Principal  | Principal  | Principal  | Principal    | Principal    | Participação | Amiga        |              | Participação | Participação |              |              | Participação |              |
| Kyle Richards             | Principal  | Principal  | Principal  | Principal    | Principal    | Principal    | Principal    | Principal    | Principal    | Principal    | Principal    | Principal    | Principal    | Principal    |
| Lisa Vanderpump           | Principal  | Principal  | Principal  | Principal    | Principal    | Principal    | Principal    | Principal    | Principal    |              |              |              |              |              |
| Brandi Glanville          |            | Amiga      | Principal  | Principal    | Principal    | Participação |              |              | Participação | Participação |              |              |              |              |
| Yolanda Hadid             |            |            | Principal  | Principal    | Principal    | Principal    |              |              |              |              |              |              |              |              |
| Carlton Gebbia            |            |            |            | Principal    |              |              |              |              |              |              |              |              |              |              |
| Joyce Giraud de Ohoven    |            |            |            | Principal    |              |              |              |              |              |              |              |              |              |              |
| Eileen Davidson           |            |            |            |              | Principal    | Principal    | Principal    | Participação |              | Participação |              |              |              |              |
| Lisa Rinna                |            |            |            | Participação | Principal    | Principal    | Principal    | Principal    | Principal    | Principal    | Principal    | Principal    |              |              |
| Kathryn Edwards           |            |            |            |              |              | Principal    |              |              |              |              |              |              |              |              |
| Erika Jayne               |            |            |            |              |              | Principal    | Principal    | Principal    | Principal    | Principal    | Principal    | Principal    | Principal    | Principal    |
| Dorit Kemsley             |            |            |            |              |              |              | Principal    | Principal    | Principal    | Principal    | Principal    | Principal    | Principal    | Principal    |
| Teddi Mellencamp Arroyave |            |            |            |              |              |              |              | Principal    | Principal    | Principal    | Participação | Participação | Participação | Participação |
| Denise Richards           |            |            |            |              | Participação |              |              |              | Principal    | Principal    |              |              | Participação | Participação |
| Garcelle Beauvais         |            |            |            |              |              |              |              |              |              | Principal    | Principal    | Principal    | Principal    | Principal    |
| Sutton Stracke            |            |            |            |              |              |              |              |              |              | Amiga        | Principal    | Principal    | Principal    | Principal    |
| Crystal Kung-Minkoff      |            |            |            |              |              |              |              |              |              |              | Principal    | Principal    | Principal    |              |
| Sanela Diana Jenkins      |            |            |            |              |              |              |              |              |              |              |              | Principal    |              |              |
| Annemarie Wiley           |            |            |            |              |              |              |              |              |              |              |              |              | Principal    |              |
| Bozoma Saint John         |            |            |            |              |              |              |              |              |              |              |              |              |              | Principal    |

| Elenco         | Temporadas   | Temporadas   | Temporadas   | Temporadas   | Temporadas   | Temporadas   | Temporadas | Temporadas   | Temporadas   | Temporadas   | Temporadas | Temporadas   | Temporadas   | Temporadas |
| Elenco         | 1            | 2            | 3            | 4            | 5            | 6            | 7          | 8            | 9            | 10           | 11         | 12           | 13           | 14         |
| -------------- | ------------ | ------------ | ------------ | ------------ | ------------ | ------------ | ---------- | ------------ | ------------ | ------------ | ---------- | ------------ | ------------ | ---------- |
| Dana Wilkey    | Participação | Amiga        | Participação |              |              |              |            |              |              |              |            |              |              |            |
| Faye Resnick   | Participação | Participação | Amiga        |              | Participação | Participação |            | Participação | Participação | Participação |            | Participação | Participação |            |
| Kathy Hilton   | Participação |              | Participação | Participação | Participação |              |            |              | Participação | Participação | Amiga      | Amiga        | Participação | Amiga      |
| Marisa Zanuck  |              |              | Amiga        |              |              |              |            |              |              |              |            |              |              |            |
| Eden Sassoon   |              |              |              |              |              |              | Amiga      |              |              |              |            |              |              |            |
| Sheree Zampino |              |              |              |              |              |              |            |              |              |              |            | Amiga        |              |            |
| Jennifer Tilly |              |              |              |              |              |              |            |              |              | Participação |            | Participação | Participação | Amiga      |

## Episódios
| Temporada | Temporada | Episódios | Episódios | Originalmente exibido   | Originalmente exibido   |
| Temporada | Temporada | Episódios | Episódios | Estreia da temporada    | Final da temporada      |
| --------- | --------- | --------- | --------- | ----------------------- | ----------------------- |
|           | 1         | 17        | 17        | 14 de outubro de 2010   | 15 de fevereiro de 2011 |
|           | 2         | 24        | 24        | 5 de setembro de 2011   | 16 de fevereiro de 2012 |
|           | 3         | 22        | 22        | 5 de novembro de 2012   | 8 de abril de 2013      |
|           | 4         | 23        | 23        | 4 de novembro de 2013   | 7 de abril de 2014      |
|           | 5         | 23        | 23        | 18 de novembro de 2014  | 21 de abril de 2015     |
|           | 6         | 24        | 24        | 1 de dezembro de 2015   | 10 de maio de 2016      |
|           | 7         | 21        | 21        | 6 de dezembro de 2016   | 25 de abril de 2017     |
|           | 8         | 22        | 22        | 19 de dezembro de 2017  | 15 de maio de 2018      |
|           | 9         | 24        | 24        | 12 de fevereiro de 2019 | 30 de julho de 2019     |
|           | 10        | 20        | 20        | 15 de abril de 2020     | 23 de setembro de 2020  |
|           | 11        | 24        | 24        | 19 de maio de 2021      | 3 de novembro de 2021   |
|           | 12        | 24        | 24        | 11 de maio de 2022      | 26 de outubro de 2022   |

|color13        = #ffd000
| link13        = #Season 13 (2023-2024)
|episodes13     = 20
|start13        = 25 de outubro de 2023
|end13          = 13 de março de 2024
}}

## Transmissão
The Real Housewives of Beverly Hills é transmitido regularmente no Bravo nos Estados Unidos — a maioria dos episódios tem aproximadamente 42 a 44 minutos de duração — e são transmitidos em definição padrão e em alta definição. Desde sua estreia, a série tem sido apresentada nas noites de segunda, terça, quarta e quinta-feira, entre os horários das 20:00, 21:00 e 22:00 horas.